# A torinói ló
A torinói ló is een Hongaarse dramafilm uit 2011 onder regie van Béla Tarr. De titel van de film betekent Het paard van Turijn. Gebaseerd op een minimalistisch verhaal, is de zwart-witfilm opgenomen in slechts dertig lange takes. De film bevat weinig dialoog, behalve passages wanneer gasten naar de boerderij komen. Ondanks de titel volgt de film het paard niet, maar toont de omstandigheden die hebben geleid tot de mishandeling van het paard.
De mensen van Barrs wereld leven in een wereld die net zo onopgesmukt en wreed is als hun dieren. De dagelijkse gebeurtenissen van de boerderij zijn zonder pardon repetitieve rituelen. De regisseur, die in 2012 het Sodankylä Film Festival bezocht, vertelde het publiek dat hij altijd had gestreefd naar 'pure, primitieve cinema waarin het Turijnse paard het natuurlijke eindpunt is'.

## Verhaal
De film is gebaseerd op een anekdote over de Duitse filosoof Friedrich Nietzsche. Op 3 januari 1889 ziet Nietzsche op een plein in Turijn hoe een voerman een paard slaat. Nietzsche schiet vervolgens het mishandelde dier te hulp. Daarna schrijft hij nooit meer en wordt hij waanzinnig. De film volgt de levens van de voerman, zijn dochter en zijn paard.

## Rolverdeling
- János Derzsi: Ohlsdorfer
- Erika Bók: Dochter van Ohlsdorfer
- Mihály Kormos: Bernhard